# Аппельрот, Герман Германович
Ге́рман Ге́рманович Аппельро́т (1866–1943) — российский математик, механик и педагог, родной брат приват-доцента Московского университета, филолога Владимира Аппельрота.

## Биография
Герман Германович Аппельрот родился в семье чиновника канцелярии московского генерал-губернатора. В 1884 году с серебряной медалью окончил 3-ю московскую гимназию.
По окончании курса на математическом отделении физико-математического факультета Московского университета (1888) Г. Г. Аппельрот был оставлен на кафедре прикладной математики.
В 1891—1912 годах (с перерывами) был приват-доцентом Московского университета.
До 1895 года Аппельрот преподавал также математику и физику в различных московских средних учебных заведениях.
В 1895 году Герман Германович Аппельрот был приглашён в Московский сельскохозяйственный институт для чтения лекций по теоретической механике, где сначала занимал должность адъюнкт-профессора, а затем (с 1899) был ординарным профессором; читал курсы теоретической и строительной механики, гидравлики, а также на протяжении ряда лет факультативный курс «Энциклопедия высшей математики».
Герман Германович Аппельрот скончался в 1943 году, оставив после себя ряд трудов по математике, механике, физике и другим дисциплинам, которые внесли заметный вклад в российскую и мировую науку.

## Избранная библиография
Главнейшие труды Германа Германовича Аппельрота в области динамики твёрдого тела относятся к вопросам теории дифференциальных уравнений:
- «Некоторые теоремы о потенциале» («Математический сборник», том XIV, 1889);
- «Некоторые приложения теоремы, подобной теореме Грина, к уравнениям равновесия упругого изотропного тела» («Труды отделения физики» Научного общества любителей естествознания, антропологии и этнографии, 1890);
- «Задача о движении тяжелого твердого тела около неподвижной точки» (Москва, 1893, «Университетские известия», магистерская диссертация);
- «Основная форма системы алгебраических дифференциальных уравнений» («Математический сборник», том XXIII, 1902).
- «О некоторых свойствах действительных непрерывных решений дифференциальных уравнений упрощенной основной формы» (Известия Академии наук СССР. VII серия. Отделение математических и естественных наук, 1934, № 4,  443–514);
- «К вопросу о периодических решениях алгебраических дифференциальных уравнений» («Математический Сборник», 34:3-4 (1927),  365–383);
- «О некоторых преобразованиях основной формы системы алгебраических дифференциальных уравнений» («Математический Сборник», 32:1 (1924),  9–21);
- «Объ особенностяхъ интеграловъ системы дифференціальныхъ уравненій основной формы. Статья первая.» («Математический Сборник», 29:4 (1915),  345–465);
- «Простѣйшіе случаи движенія тяжелаго несимметричнаго гироскопа С. В. Ковалевской» (статья вторая; «Математический Сборник», 27:4 (1911),  477–559);
- «Простѣйшіе случаи движенія тяжелаго несимметричнаго гироскопа С. В. Ковалевской» (статья первая; «Математический Сборник», 27:3 (1910),  262–334);
- «Къ вопросу объ основной формѣ системы алгебраическихъ дифференціальныхъ уравненій» («Математический Сборник», 27:2 (1909),  139–145);
- «Замѣчанія по поводу сообщенія проф. A. М. Ляпунова въ засѣданіи Харьковскаго Математическаго Общества 10 мая 1893 года» (Матем. сб., 18:4 (1896),  723–727);
- Дополненія къ статье: «По поводу параграфа перваго мемуара С. В. Ковалевской “По поводу § 1 мемуара С. В. Ковалевской «Sur le problème de la rotation d'un corps solide autour d'un point fixe”» («Математический Сборник», 16:3 (1892),  592–596);
- По поводу § 1 мемуара С. В. Ковалевской «Sur le problème de la rotation d'un corps solide autour d'un point fixe» (Acta mathematica. 12:2. , «Математический Сборник», 16:3 (1892),  483–507)